# نادر جهانگیری
نادر جهانگیری (زاده: ۱۸ دی ۱۳۲۳، رشت) زبان‌شناس ایرانی و استاد بازنشسته دانشگاه فردوسی مشهد است. او دارای تحصیلات کارشناسی زبان و ادبیات انگلیسی، کارشناسی ارشد زبان‌شناسی از دانشگاه تهران، دکترای زبان‌شناسی اجتماعی از دانشگاه لندن (سال ۱۳۵۴) است.

## زندگی
نادر جهانگیری در هجدهم دی‌ماه ۱۳۲۳ هجری شمسی متولد شد. پدرش کارمند دارایی استان بود. دوره ابتدایی را در مدرسه تربیت رشت می‌گذراند که در سال دوم ابتدایی پدرش را از دست داد. و بعد از فوت پدر با خانواده به لاهیجان آمد و در محله جواهرپُشته ساکن شد وادامه دوره ابتدایی را در مدرسه ایرانشهر به پایان رساند.
او دوره متوسطه را در دبیرستان عبدالرزاق فیاض لاهیجی می‌گذراند که در سال سوم متوسطه با خانواده به تهران رفتند و در دبیرستان بابک تهران ادامه تحصیل داده و دوره متوسطه را به پایان رساند. بعد دررشته زبان وادبیات انگلیسی در دانشگاه تهران پذیرفته شده و از آن دانشگاه فارغ‌التحصیل شد. پس از پایان خدمت نظام وظیفه، در رشته زبان‌شناسی دانشگاه تهران موفق به کسب مدرک کارشناسی ارشد شد.
در سال ۱۳۵۴ برای تکمیل تحصیلات به انگلستان رفته و در دانشگاه لندن دکترای خود را در رشته زبان‌شناسی اجتماعی اخذ نمود. عنوان تز دکترای او «بررسی فارسی تهرانی از منظر جامعه‌شناسی زبان» بود. در سال ۱۳۵۹ به ایران بازگشته و در دانشگاه فردوسی مشهد به عنوان استادیار گروه زبان‌شناسی استخدام شد. از سال ۶۷- ۶۶ فرصت مطالعاتی و تدریس در دانشگاه برکلی در آمریکا برای او فراهم شد، که طی یک سال در آن‌جا به تحقیق و تدریس مشغول بود.

## سوابق علمی
سوابق علمی وی عبارتند از استادیار گروه زبان‌شناسی دانشگاه فردوسی مشهد، تحقیق و تدریس در دانشگاه برکلی آمریکا، تدریس زبان‌شناسی در دانشگاه توکیو، عضویت در انجمن زبان‌شناسی بریتانیا و انجمن زبان‌شناسی امریکا، عضویت در آکادمی علوم نیویورک. در طول مدت تدریس در دانشگاه فردوسی، در دانشگاه‌های کشورهای آلمان، آمریکا، انگلستان، تایلند، هند و ژاپن به دفعات ارائه‌دهنده مقالات و سخنرانی بوده‌است. او دارای ده‌ها مقاله در مجلات داخلی و بین‌المللی و کنفرانس‌های داخلی و خارجی می‌باشند
از سال ۱۹۹۹ تا ۲۰۰۲ به دعوت دانشگاه توکیو (دانشکده مطالعات خارجی در دانشگاه توکیو)، به مدت سه سال به تدریس زبان‌شناسی پرداخت و در بخش مطالعات ایران‌شناسی هم تدریس کرد. در مدت اقامت در ژاپن در دانشگاهای هوکایدو، کیوتو و ایبارکی به سخنرانی و تدریس مشغول بود. در این مدت در مؤسسه تحقیقات آفریقا و آسیا در ژاپن نیز تدریس می‌کرد و کتاب سه جلدی «گویش و لغت‌نامه گیلکی لاهیجانی» را به‌وسیله مؤسسه مزبور چاپ کرد.و همچنین درباره یکی از گویش های از یاد برده شده ی کوردی  (لهجه ارکوازی) تحقیق و تلاش بسیاری انجام داد و سرانجام این گویش و لهجه به کمک این استاد  به ثبت ملی رسید.

## آثار
- «آواشناسی اکوستیک»، دانشگاه فردوسی مشهد
- «فلسفهٔ زبان» (ترجمه)، دانشگاه فردوسی مشهد
- «زبان، بازتاب زمان، فرهنگ و اندیشه»، تهران: انتشارات آگاه
- «گویش و لغت‌نامهٔ گیلکی لاهیجانی» در سه جلد که به وسیلهٔ موسسهٔ تحقیقات آفریقا و آسیا در ژاپن چاپ و منتشر شد
- مطالعه زبان‌شناسی اجتماعی فارسی در تهران، مرکز مطالعات زبان وفرهنگ آسیا و آفریقا دانشگاه توکیو